# Lana (wrestler)
Catherine Joy Perry, meglio conosciuta con il ring name CJ Perry (Gainesville, 24 marzo 1985), è una wrestler, manager di wrestling ed attrice statunitense.
È nota maggiormente per i suoi trascorsi in WWE dal 2013 al 2021 come Lana.

## Biografia
Catherine Joy Perry è nata a Gainesville, in Florida, ma è cresciuta nell'Unione Sovietica (più precisamente nell'odierna Lettonia) e parla fluentemente il russo. I suoi genitori hanno origini portoghesi e venezuelane e ha due fratelli e una sorella, tutti e tre più giovani di lei. Suo padre era un missionario e perciò all'età di dodici anni lei aveva viaggiato in trenta diverse nazioni. Essendo cresciuta in una minoranza e in una nazione a cui non piacevano gli statunitensi è stata perseguitata, presa in giro e ha affermato che riceveva voti più bassi perché i suoi insegnanti odiavano gli statunitensi e i cristiani. Anche quando tornò negli Stati Uniti non riuscì ad integrarsi: ha infatti affermato di essere stata al fianco delle altre minoranze poiché lei stessa è stata discriminata a causa della sua provenienza geografica e della sua religione, non riuscendo invece a relazionarsi con la classe media americana, con cui l'unica cosa che vedeva avere in comune era il colore della pelle.
Inizialmente intraprese la carriera di ballerina ispirandosi a sua madre, anch'ella ballerina. Iniziò a ballare all'età di quattordici anni per l'Opera Nazionale Lettone. Ha poi iniziato a viaggiare all'estero per partecipare a delle competizioni di danza professionistiche. All'età di diciassette anni è tornata negli Stati Uniti andando a vivere a New York, dove ha iniziato a ballare alla Alvin Ailey American Dance Theater, al Ballet Hispanico, al Broadway Dance Center e al Martha Graham Center of Contemporary Dance. Poco tempo dopo si è iscritta all'Università statale della Florida nel corso di recitazione e danza. Durante i suoi trascorsi all'università era solita assistere alle partite di football dei Florida State Seminoles insieme a Jenn Sterger e diverse altre studentesse, tifando dagli spalti mentre erano vestite come cowgirl. Le studentesse, conosciute come le "Florida State Cowgirls", sono state riconosciute dal giornalista sportivo Brent Musburger durante una partita tra i Florida State Seminoles e i Miami Hurricanes andata in onda sull'ABC nel settembre 2005. Dopo essersi laureata si è trasferita a Los Angeles per iniziare una carriera nel mondo dello spettacolo.
Si è sposata nel 2016 col collega Miro, all epoca conosciuto come Rusev, con il quale ha stabilito un rapporto solido sia nella vita privata che in quella lavorativa dove collaboravano già da anni. Il matrimonio tra i due termina nel febbraio 2024 e dopo un periodo di tempo i due si sono riconciliati e stanno insieme 

## Carriera

### WWE (2013–2021)

#### Manager di Rusev (2013–2015)

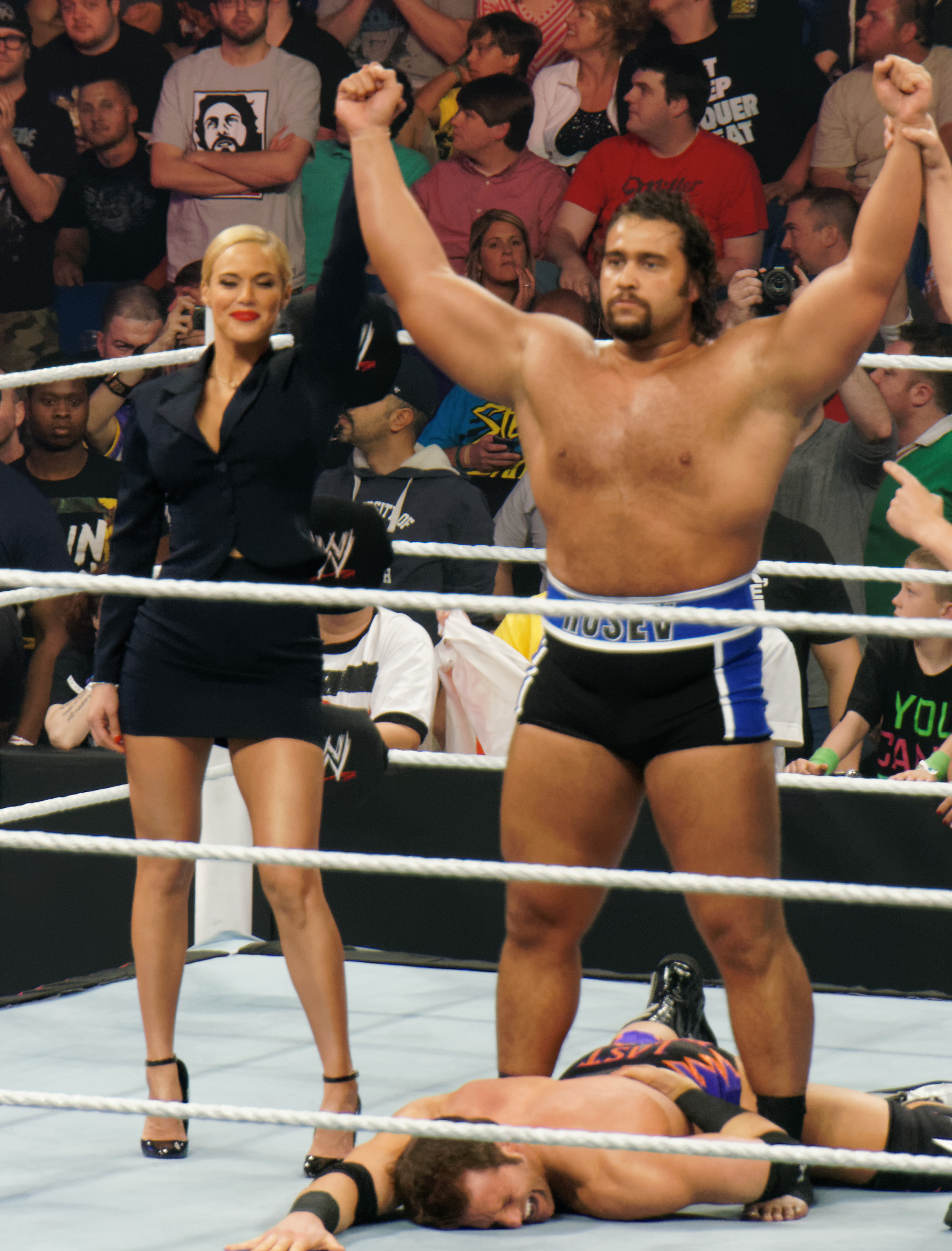
Lana (a sinistra) insieme a Rusev (a destra) nel 2014

Catherine Perry ha rivelato di aver firmato un contratto con la WWE il 13 giugno 2013 e di essere stata mandata al territorio di sviluppo della compagnia, NXT. Ha fatto il suo debutto nella puntata di NXT del 23 ottobre 2013 con il ring name Lana e seguendo il match di Alexander Rusev contro CJ Parker, stabilendosi come heel. Lana è diventata l'ambasciatrice sociale di Rusev nella puntata di NXT del 6 novembre, utilizzando un accento russo e sviluppando un personaggio che l'ha vista essere laureata in affari esteri e business e social media marketing al college. Nel dicembre 2013 la WWE ha paragonato la neonata coppia a quella di Ivan e Ludmilla Drago, gli antagonisti del film del 1985 Rocky IV. Lana e Rusev hanno fatto un'apparizione a NXT ArRival, dove Rusev ha attaccato Xavier Woods e Tyler Breeze.
Mentre Rusev ha fatto il suo debutto nel roster principale al pay-per-view Royal Rumble il 26 gennaio 2014, Lana ha debuttato nel roster principale durante la puntata di SmackDown del 31 gennaio in qualità di sua manager e nelle settimane successive sono apparsi in una serie di video propagandistici in cui si presentavano. Rusev ha lottato il suo primo match singolo nel roster principale nella puntata di Raw del 7 aprile, in un match a senso unico vittorioso contro Zack Ryder. Lana ha poi iniziato a dedicare i match di Rusev al suo "eroe", il presidente della Russia Vladimir Putin, adottando una gimmick antiamericana e filo-russa agli inizi di maggio. Lana ha acquisito notorietà, quando, durante un promo sul ring prima del match di Rusev contro Jack Swagger a Battleground, ha fatto commenti che accusavano gli Stati Uniti per gli attuali eventi mondiali, lodando Putin; anche se non l'ha menzionato direttamente, alcuni media hanno fatto notare che Lana si stava riferendo all'abbattimento del volo 17 della Malaysia Airlines, avvenuto tre giorni prima di Battleground, per aiutare a cementare l'heat per Rusev nella sua faida con Swagger. Un rappresentante della WWE ha poi dichiarato a TMZ che il segmento non era specificamente riferito all'incidente della Malaysia Airlines, notando che Lana e Rusev "sono stati parte della programmazione WWE per più di tre mesi. La WWE chiede scusa a chiunque abbia frainteso il segmento della scorsa notte e si sia sentito offeso". Rusev ha sconfitto Sheamus e ha vinto lo United States Championship in un match svoltosi al termine della puntata di Raw del 3 novembre e trasmesso in esclusiva sul WWE Network. Grazie a una distrazione causata da Lana, Rusev è riuscito a sconfiggere John Cena il 22 febbraio 2015 a Fastlane. Rusev ha tuttavia perso il titolo contro Cena a WrestleMania 31 dopo essersi accidentalmente scontrato con Lana, che è caduta fuori dal ring. A Extreme Rules, durante la rivincita di Rusev per il titolo, Lana ha raccolto una reazione positiva dal pubblico e ciò ha portato Rusev ad allontanarla dal ring. La stessa situazione si è ripetuta anche a Payback, dove Cena ha sconfitto Rusev in un "I quit" match quando Lana si è arresa a suo nome. La stessa situazione si è ripetuta anche a Payback, dove Cena ha sconfitto Rusev in un "I quit" match quando Lana si è arresa a suo nome.

#### Manager di Dolph Ziggler (2015–2016)

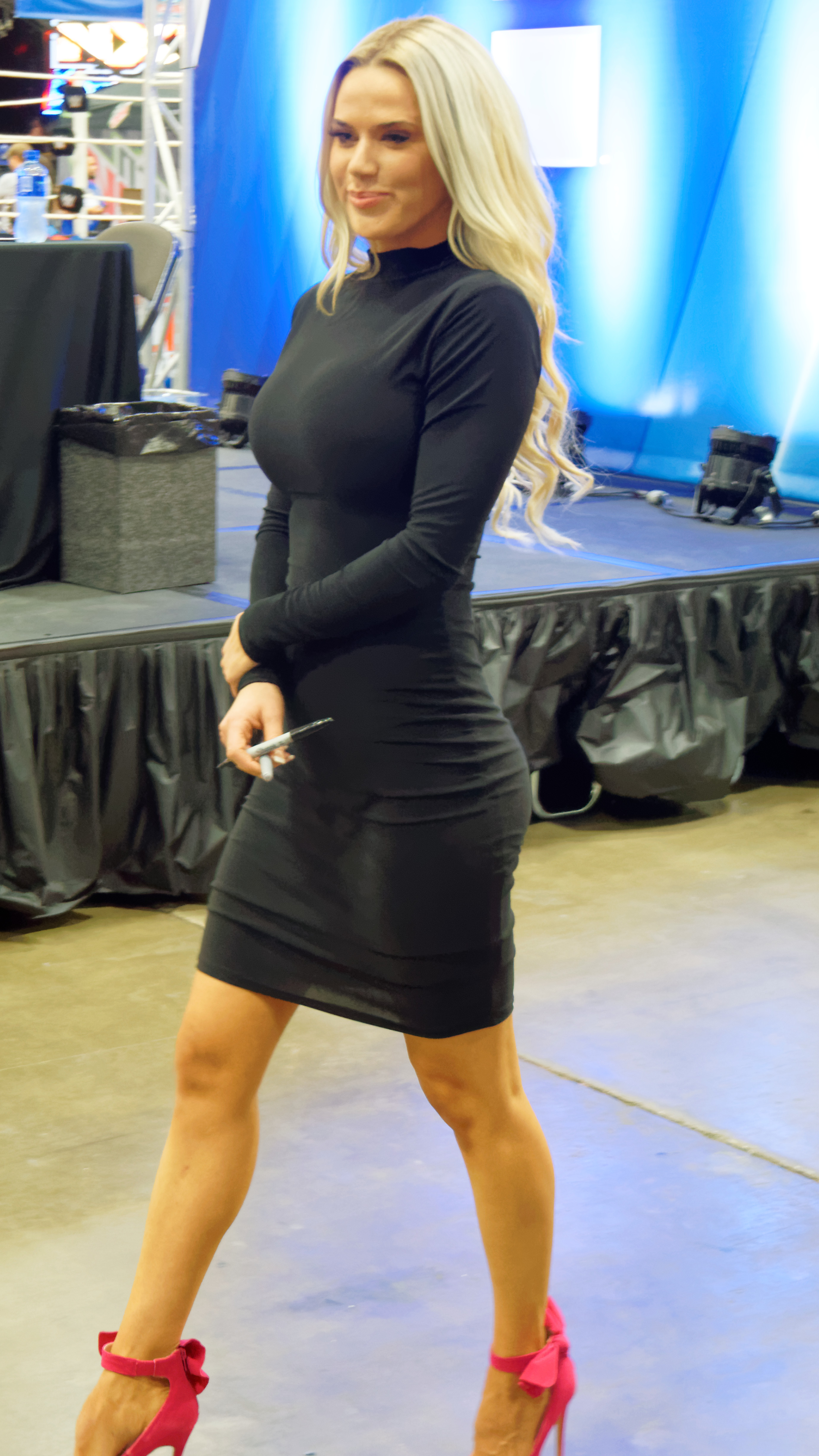
Lana nel 2016

Lana ha giustificato le sue azioni la notte seguente a Raw, spiegando che Rusev stava dicendo "I quit" all'arbitro in bulgaro e a causa di ciò la loro alleanza si è conclusa, con Lana che ha poi baciato Dolph Ziggler quella stessa notte, per poi schiaffeggiare Rusev e diventare face. Rusev ha poi tentato di riconciliarsi con Lana nella puntata di Raw del 25 maggio, ma senza successo. Nonostante Rusev abbia subìto un reale infortunio al piede, è comunque apparso negli show televisivi tentando di allontanare Lana da Ziggler. Nella puntata di Raw del 29 giugno, dopo che Lana e Ziggler avevano appena confermato la loro relazione come parte della storyline, Lana è stata insultata e schiaffeggiata dalla nuova valletta di Rusev, Summer Rae, con cui ha scaturito una catfight. Rusev e la Rae hanno nuovamente insultato la coppia nella puntata di Raw del 6 luglio, ma ciò era uno stratagemma che ha visto Rusev attaccare Ziggler dopo averlo colpito con la sua stampella e aver rimosso il tutore dalla caviglia, rivelando che il suo infortunio al piede era guarito; è stato poi annunciato che Ziggler aveva subito un infortunio alla trachea (kayfabe) durante l'attacco. Ziggler ha fatto il suo ritorno nella puntata di Raw del 17 agosto in cui ha aiutato Lana durante un confronto con Rusev e la Rae; ciò ha portato a un match tra Ziggler e Rusev a SummerSlam che è terminato in doppio countout a causa delle interferenze delle due manager. Il 7 settembre è stato annunciato dalla WWE che Lana aveva subìto un reale infortunio al polso durante un allenamento prima di un evento dal vivo e che avrebbe dovuto operarsi; tale infortunio l'avrebbe tenuta lontano dagli show per circa quattro mesi. L'11 ottobre TMZ ha annunciato il fidanzamento ufficiale di Lana con Rusev nella loro vita privata. Lana ha poi confermato il fidanzamento e ciò è stato portato negli show televisivi: Summer Rae ha concluso la sua alleanza con Rusev nella puntata di Raw del 12 ottobre. L'intera storyline riguardante la separazione tra Lana e Rusev ha ricevuto delle recensioni estremamente negative, con molti che hanno affermato che tale storyline ha danneggiato il personaggio di Rusev, tanto che è stata votata Worst Storyline of the Year ("peggior storyline dell'anno") da Rolling Stone.
Dopo non essere apparsa negli show televisivi per diversi mesi, Lana è tornata nella puntata di Raw del 25 gennaio 2016 in un segmento insieme a The Rock.

#### Riunione con Rusev (2016–2017)
Lana è tornata nella puntata di Raw del 29 febbraio, quando ha avuto un confronto con Brie Bella nel dietro le quinte, affermando che i fan di Brie la supportavano solo perché ha un "marito cattivo", e nella puntata di Main Event del 3 marzo in cui è apparsa durante un match di Brie per distrarla, senza tuttavia riuscirci. Lana ha continuato a intervenire durante i match di Brie per distrarla e infine attaccarla, riuscendoci nella puntata di Raw del 7 marzo e in quella di SmackDown dell'10 marzo, eseguendo la mossa finale di Brie (una sitout facebuster). Nella puntata di Raw del 14 marzo ha nuovamente distratto Brie durante un tag team match che la vedeva opposta al Team B.A.D. (Naomi e Tamina), causandone la sconfitta e allo stesso tempo formando un'alleanza con Naomi and Tamina, dopo un confronto verbale nel dietro le quinte con Paige. Nella puntata di Main Event del 23 marzo Lana ha introdotto la rientrante Emma e Summer Rae, riconciliandosi allo stesso tempo con la Rae. Al termine del match tra Emma e Paige, disputatosi nella puntata di Raw del 28 marzo, Lana e le sue alleate hanno attaccato Brie Bella, Natalya, Alicia Fox e Paige, prima che la rientrante Eva Marie intervenisse per aiutarle. Ciò ha portato le due alleanze a sfidarsi in un 10-woman tag team match nel kickoff di WrestleMania 32, in quello che sarebbe stato il debutto sul ring di Lana, il cui gruppo (chiamato "Team B.A.D. & Blonde") è stato tuttavia sconfitto.
Nella puntata di Raw del 25 aprile, Lana è tornata come manager di Rusev ed era a bordo ring durante il suo match contro Kalisto svoltosi il 22 maggio a Extreme Rules, dove Rusev ha conquistato lo United States Championship. Durante il draft (sancito dopo la decisione da parte della WWE di far tornare la brand extension), svoltosi nella puntata di SmackDown (che proprio a partire dalla suddetta puntata sarebbe andato in onda in diretta ogni martedì con il nome di SmackDown Live), Lana è stata scelta insieme a Rusev (sedicesima scelta assoluta del draft e la decima per Raw) dalla commissioner di Raw Stephanie McMahon e dal nuovo general manager di Raw Mick Foley. Ha fatto la sua prima apparizione come membro esclusivo del roster di Raw il 1º agosto seguente, assistendo a bordo ring alla difesa del titolo da parte di Rusev contro Mark Henry.

#### Competizione singola (2017–2018)

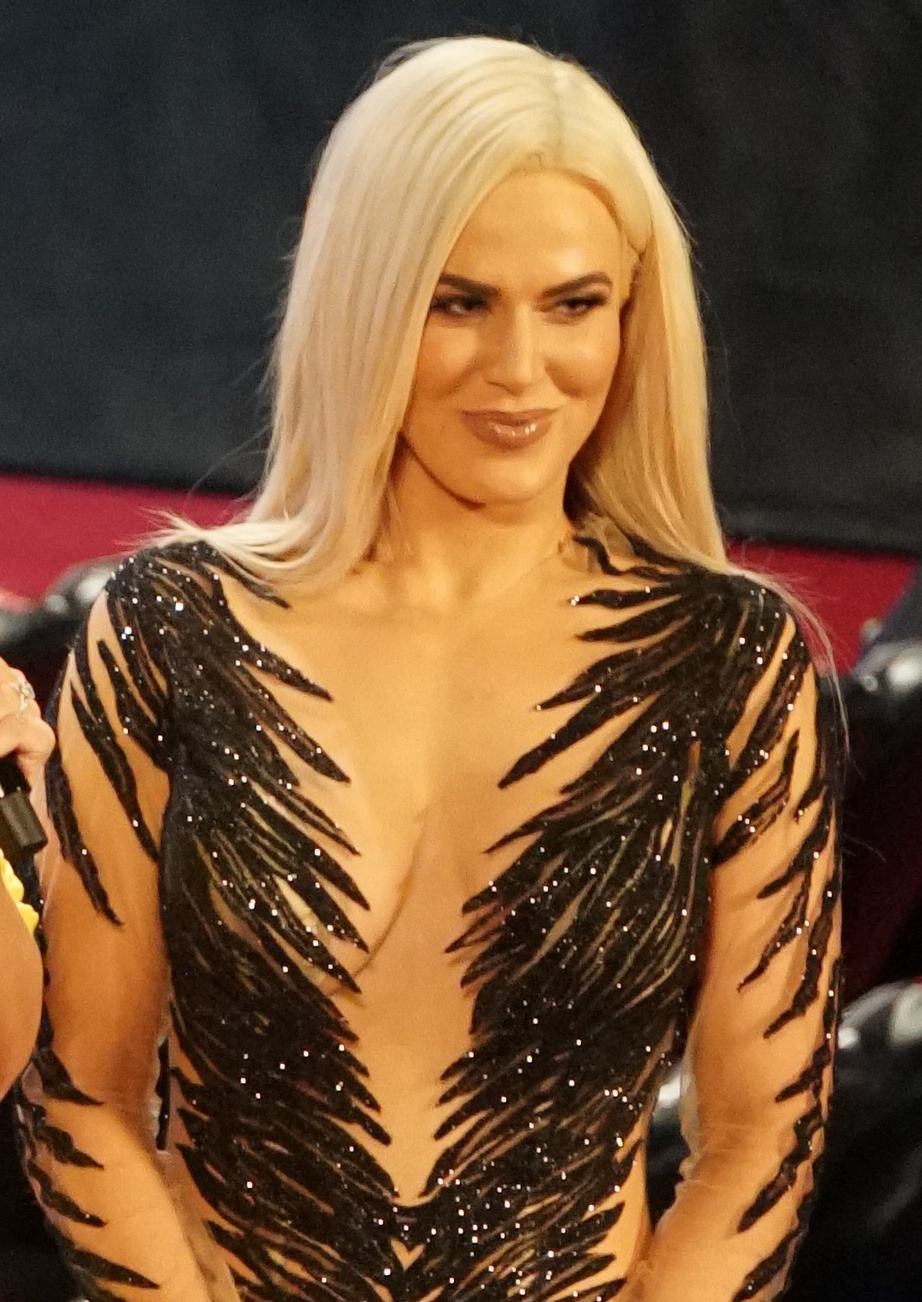
Lana nel 2018

Con lo Shake-up dell'11 aprile 2017 Lana è stata trasferita nel roster di SmackDown. Ella è stata selezionata separatamente da Rusev, facendo presagire una sua competizione singola nella divisione femminile di SmackDown (sebbene anche Rusev, seppur infortunato, sia stato spostato in tale roster). In seguito sono state mandate in onda delle vignette di Lana con la sua nuova gimmick in vista del suo ritorno sul ring. Lana ha debuttato ufficialmente nella puntata di SmackDown del 6 giugno, chiedendo al Commissioner Shane McMahon di poter partecipare al Money in the Bank Ladder match femminile previsto nell'omonimo pay-per-view. Di fronte al rifiuto di Shane, Lana è intervenuta durante il match tra Becky Lynch, Charlotte Flair e la SmackDown Women's Champion Naomi contro Carmella, Natalya e Tamina, favorendo queste ultime tre per la vittoria. Successivamente, per volontà della stessa Naomi, Lana ha ottenuto un match per lo SmackDown Women's Championship a Money in the Bank. Il 18 giugno, a Money in the Bank, Lana ha affrontato Naomi per lo SmackDown Women's Championship ma è stata sconfitta, fallendo l'assalto al titolo. Nella puntata di SmackDown del 27 giugno, Lana è stata nuovamente sconfitta da Naomi, fallendo l'assalto al titolo. Nella puntata di SmackDown del 4 luglio, Lana ha affrontato Naomi per la terza volta venendo sconfitta in pochissimi secondi e fallendo di conseguenza l'assalto al titolo. Il 23 luglio, a Battleground, Lana ha partecipato ad Fatal 5-Way Elimination match che includeva anche Becky Lynch, Charlotte Flair, Natalya e Tamina per determinare la contendente nº1 allo SmackDown Women's Championship di Naomi per SummerSlam, ma è stata eliminata da Becky Lynch. Nella puntata di SmackDown del 25 luglio, Lana e Tamina sono state sconfitte da Becky Lynch e Charlotte Flair. Nella puntata di SmackDown dell'8 agosto, Lana è stata sconfitta da Charlotte. In seguito Lana si è alleata con Tamina, diventando la sua manager. Nella puntata di SmackDown del 17 ottobre Lana, Tamina e Natalya sono state sconfitte da Charlotte Flair, Becky Lynch e Naomi. Il 28 gennaio, alla Royal Rumble, Lana ha partecipato all'omonimo match femminile entrando col numero 13, ma è stata eliminata da Michelle McCool. Il 13 febbraio, Lana prende parte alla prima edizione del Mixed Match Challenge facendo coppia con Rusev, insieme battono al primo turno Bayley e Elias; questa è la prima vittoria di Lana da quando è approdata nel main roster. Il 13 marzo, al Mixed Match Challenge, Lana e Rusev sono stati sconfitti da Charlotte Flair e Bobby Roode nei quarti di finale. L'8 aprile, nel Kick-off di WrestleMania 34, Lana ha partecipato alla prima edizione della WrestleMania Women's Battle Royal, ma è stata eliminata da Bianca Belair. Nella puntata di SmackDown del 22 maggio, Lana ha sconfitto Billie Kay, qualificandosi così per il Money in the Bank Ladder match. Nella puntata di SmackDown del 5 giugno, Lana e Aiden English sono stati sconfitti da Jimmy Uso e Naomi in un Mixed Tag Team match. Nella puntata di SmackDown del 12 giugno Lana, Asuka, Becky Lynch, Charlotte Flair e Naomi hanno sconfitto Billie Kay, Carmella, Mandy Rose, Peyton Royce e Sonya Deville. Il 17 giugno, a Money in the Bank, Lana ha partecipato al match omonimo insieme a Alexa Bliss, Becky Lynch, Charlotte Flair, Ember Moon, Naomi, Natalya e Sasha Banks, ma il match è stato vinto dalla Bliss.

#### Riunione con Rusev (2018–2019)
Nel mese di luglio Lana, Rusev e Aiden English iniziano una faida con Andrade "Cien" Almas e Zelina Vega, portando il trio a turnare face. Nella puntate di SmackDown del 31 luglio, Lana è stata sconfitta da Zelina Vega a causa di un errore di Aiden English. Nella puntata di SmackDown del 7 agosto, Lana è stata sconfitta per la seconda volta da Zelina Vega a causa di un altro errore di Aiden English. Il 19 agosto, nel Kick-off di SummerSlam, Lana e Rusev sono stati sconfitti da Andrade "Cien" Almas e Zelina Vega. Nella puntata di SmackDown del 21 agosto, Lana e Rusev hanno sconfitto Andrade "Cien" Almas e Zelina Vega. Nella puntata di SmackDown del 25 settembre, Lana è stata sconfitta da Becky Lynch, a causa di una ennesima distrazione di Aiden English. Il 2 ottobre, Lana prende parte alla seconda edizione del Mixed Match Challenge sempre in coppia con Rusev; nel loro primo match, la coppia è stata sconfitta da Naomi e Jimmy Uso. Nella puntata di SmackDown del 9 ottobre, Lana e Rusev hanno ufficialmente chiuso la collaborazione insieme ad Aiden English, il quale scappa dall'arena. Il 16 ottobre, al Mixed Match Challenge, Lana e Rusev sono stati sconfitti da Asuka e The Miz. Il 28 ottobre, ad Evolution, Lana ha preso parte alla 20-Women Battle Royal match dove la vincitrice avrebbe guadagnato una title-shot dal suo roster di appartenenza, ma è stata eliminata da Tamina. Il 30 ottobre, al Mixed Match Challenge, Lana e Rusev sono stati sconfitti da Charlotte Flair e AJ Styles. Il 20 novembre, al Mixed Match Challenge, Lana e Rusev sono stati sconfitti da Carmella e R-Truth, non riuscendo a qualificarsi per i play-off. Nella puntata di Smackdown del 27 novembre, Lana ha preso parte a una Battle Royal match dove la vincitrice sarebbe stata aggiunta nel match tra la SmackDown Women's Champion Becky Lynch e Charlotte Flair a TLC: Tables, Ladders & Chairs per lo SmackDown Women's Championship, ma è stata eliminata da Peyton Royce.
Nella puntata di SmackDown del 29 gennaio 2019, Lana e Rusev turnano heel quando attaccano R-Truth. Il 7 aprile, nel Kick-off di WrestleMania 35, Lana ha partecipato alla seconda edizione della WrestleMania Women's Battle Royal, ma è stata eliminata dalla Riott Squad (Ruby Riott, Liv Morgan e Sarah Logan).

#### Manager di Lashley (2019–2020)

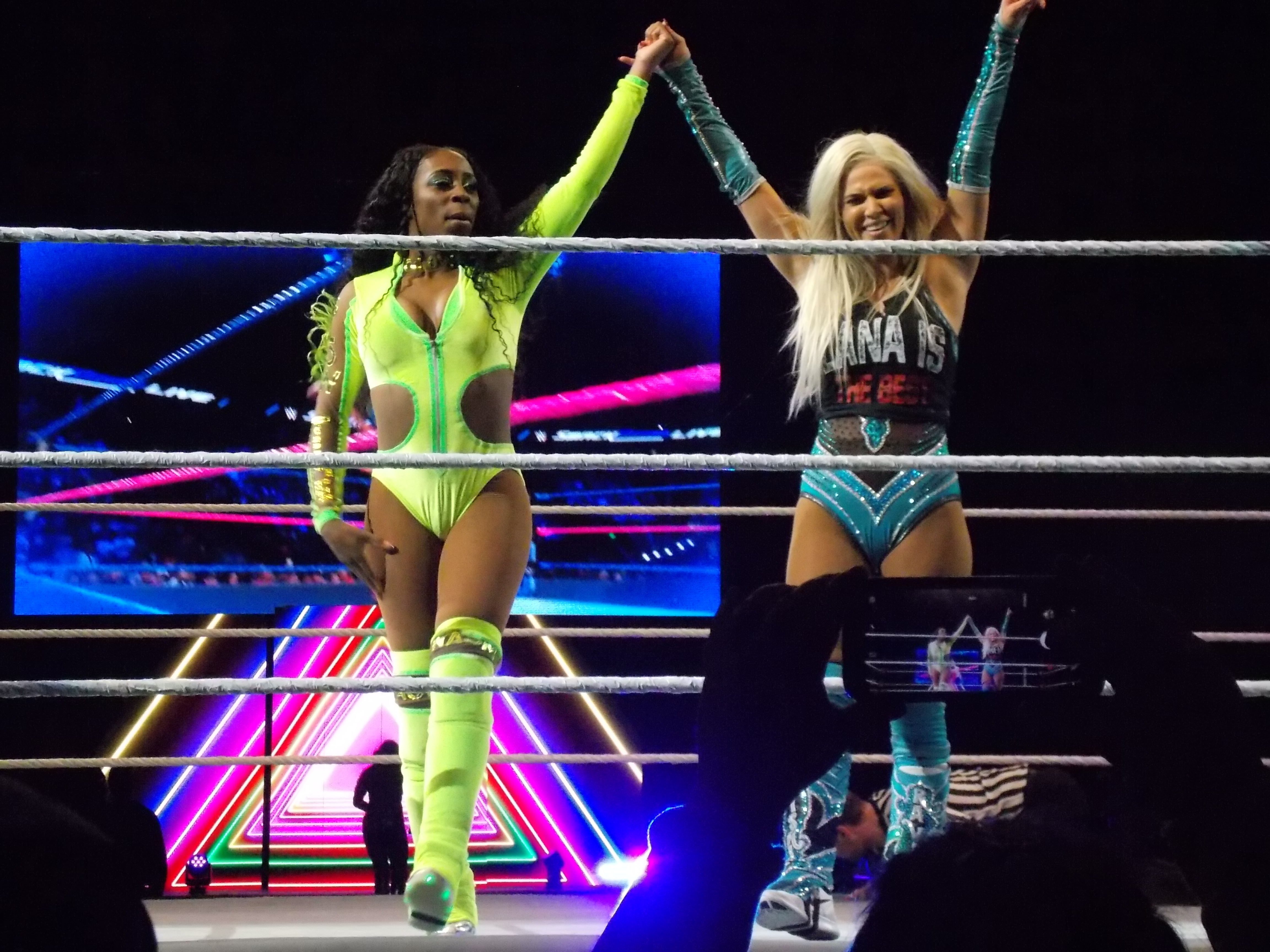
Lana (a destra) insieme a Naomi (a sinistra) nel 2019

Lana è tornata, dopo una lunga inattività, nella puntata di Raw del 30 settembre 2019 distraendo suo marito Rusev durante il suo match titolato contro l'Universal Champion Seth Rollins, baciando il rientrante Bobby Lashley, effettuando contestualmente un turn heel. Nella puntata di Raw del 7 ottobre, Lana e Bobby Lashley provocano nuovamente Rusev, venendo ripresi a letto insieme, il quale scatena la sua furia su Baron Corbin e Randy Orton. Nella puntata di Raw del 28 ottobre, Lana e Rusev hanno un confronto durante il talk show King's Court presentato da Jerry Lawler, durante il main event della serata, per firmare le carte del divorzio (storyline), ma vengono interrotti da Bobby Lashley, il quale ha la peggio contro Rusev; Lana cerca di scalfire l'ex fidanzato con un kendo stick ma viene placcata, riuscendo però a distrarlo e permettere a Lashley di colpirlo con un low blow, per poi festeggiare insieme a centro ring con un appassionante bacio, chiudendo lo show. Nella puntata di Raw dell'11 novembre, dopo aver accusato Rusev di averla tradita, Lana gli confessa di essere incinta, rivelatosi poi uno stratagemma per umiliarlo nuovamente e permettere a Bobby Lashley di attaccarlo. Nella puntata di Raw del 18 novembre, Lana dichiara di aver firmato le carte del divorzio con Rusev, e successivamente bacia Bobby Lashley dopo il suo match vinto contro No Way Jose. Nella puntata di Raw del 25 novembre, Lana accompagna Bobby Lashley nel suo match contro Titus O'Neil, terminato in squalifica quando Rusev attacca brutalmente Lashley, violando di conseguenza l'ordine restrittivo precedentemente comunicato e quindi arrestato. Il 1º dicembre, durante l'evento Starrcade, Lana annuncia che Rusev non potrà prendere parte al match contro Bobby Lashley, il quale vince per forfait; successivamente, vengono interrotti da Kevin Owens, che accetta la sfida e affronta Bobby, ma la contesa termina in squalifica a seguito di un altro violento attacco di Rusev nei confronti di Lashley. Nella puntata di Raw del 2 dicembre, Lana e Bobby Lashey si presentano sul ring muniti di agenti delle forze dell'ordine, per poter prevenire qualsiasi attacco di Rusev, il quale comunque si presenta e attacca Lashley per poi fuggire, scatenando la furia dei due che cercano di opporsi agli agenti, finendo per farsi arrestare, dopo che Lana ha rifilato uno schiaffo ad uno dei due ufficiali. Nella puntata di Raw del 9 dicembre, Lana e Rusev firmano le carte del divorzio, prima che l'ormai ex marito abbia sfidato Bobby Lashley in un match per TLC: Tables, Ladders & Chairs, il quale accetta, per poi iniziare una catfight, terminata con Rusev che schianta Bobby su un tavolo. Il 15 dicembre, a TLC: Tables, Ladders & Chairs, Lana interviene durante il Tables match fra Bobby Lashey e Rusev, distraendo l'ex marito e permettendo a Lashley di vincere la contesa. Nella puntata di Raw del 16 dicembre, Lana chiede a Bobby Lashley di sposarla ed accetta. Nella puntata di Raw del 23 dicembre, dopo che Lana ha accompagnato Bobby Lashley nel suo match vinto contro Cedric Alexander, viene annunciato che la settimana successiva ci sarà il matrimonio fra i due. Nella puntata di Raw del 30 dicembre, avviene la cerimonia fra Lana e Bobby Lashley, interrotta inizialmente dai primi coniugi dei due, e poi dalla rientrante Liv Morgan, la quale confessa di aver avuto una storia con Lana, per poi azzuffarsi ed essere allontanate dagli arbitri; poco dopo, Rusev fa la sua comparsa attaccando Lashley, venendo spalleggiato dalla Morgan che schianta Lana sulla torta nuziale. Nella puntata di Raw del 6 gennaio 2020, Lana e Bobby Lashley si presentano sul ring celebrando una volta per tutte il loro matrimonio, dichiarando di sentirsi molto triste, perché nessuno avrebbe voluto vederla felice, ma viene fermata da Bobby che incolpa Rusev per la rovina della cerimonia; i due vengono poi interrotti dal bulgaro che compare sul grande schermo, che come regalo di nozze ripercorre un video dei momenti più imbarazzanti della settimana precedente, scatenando la furia di Lana, zittita pesantemente da Lashley, il quale sfida Rusev in un match stipulato per la settimana successiva. Nella puntata di Raw del 13 gennaio, Lana e Bobby Lashley vengono intervistati prima dell'inizio dello show, ribadendo come tutti siano invidiosi del loro amore e che quella sera Rusev verrà distrutto; durante il match fra Rusev e Bobby Lashley, fa la sua apparizione Liv Morgan accostandosi di fronte a Lana cominciando a bisticciare, fino a quando la Ravishing Russian le scaraventa addosso una bibita e la schianta sulle barricate, distraendo Rusev e permettendo così a Lashley di vincere l'incontro, e poi successivamente nel backstage, lancia una sfida alla stessa Morgan e Rusev stipulata per il lunedì seguente, che viene accolta. Nella puntata di Raw del 20 gennaio, Lana sale sul ring e cerca l'approvazione del pubblico, incitandoli a ringraziare lei e Bobby Lashley per come il loro amore sia d'ispirazione, per poi ritenerli patetici e pronta per sfogare una volta per tutte la sua rabbia su Liv Morgan, e di ammirare nuovamente Bobby che ha la meglio su Rusev; il Mixed Tag Team match avviene subito dopo durante il main event dello show, dove Lana e Bobby Lashley hanno la meglio, dopo che la Ravishing Russian distrae Rusev, permettendo a Lashley di connettere la Spear vincente. Il 26 gennaio, alla Royal Rumble, Lana ha preso parte alla terza edizione del Women's Royal Rumble match entrando col numero 5, ma dopo 2:29 minuti è stata eliminata da Liv Morgan, per poi eliminarla ed azzuffarsi a bordo ring, separate dall'intervento degli arbitri. Nella puntata di Raw del 27 gennaio, Lana è stata sconfitta da Liv Morgan in un match dove Bobby Lashley e Rusev erano stati banditi a bordo ring. Nella puntata di Raw del 3 febbraio, Lana è stata nuovamente sconfitta da Liv Morgan; al termine del match, fa la sua comparsa la rientrante Ruby Riott che attacca sorprendentemente Liv, sancendo la fine della loro amicizia, permettendo così a Lana di prevalere sulla Morgan colpendola con una Sitout Facebuster. Nella puntata di Raw del 10 febbraio, Lana è nel backstage con Bobby Lashley intervistati riguardo al suo match con Ricochet, dove Lana dice di non mancare di rispetto a Lashey e che sarà pronto a metterlo al suo posto; successivamente, accompagna Bobby durante il match, nel quale esce sconfitto. Nella puntata di Raw del 17 febbraio, Lana è nel backstage con Bobby Lashley insieme a Zelina Vega e Angel Garza, pronti per il tag team match contro Humberto Carrillo e Rusev, dove dice che unire le due coppie più calde del momento è stata una sua idea, prima di essere interrotta dalla Vega che chiarisce che la sua alleanza con Garza è soltanto lavorativa, mentre Angel afferma di essere irresistibile e incomparabile; in seguito, Garza e Lashey vincono il match. Nella puntata di Raw del 24 febbraio, Lana e Bobby Lashley sono ospiti nel talk show di R-Truth Truth TV presentati come la Power Couple of WWE, ma prima di iniziare Lana lo interrompe dicendo che non sono qui per il suo stupido show, bensì per il match fra il suo Bobby e Truth, che in seguito Lashley vince in pochi minuti. Il 5 aprile, durante la seconda serata di WrestleMania 36, Lana ritorna dopo un periodo di pausa dovuto alle riprese di un film, accompagnando Bobby Lashley nel suo match perso contro Aleister Black, lanciandogli delle brutte occhiate dopo la sconfitta, delusa dalla sua prestazione, dopo aver cercato di dargli dei consigli durante la contesa. Nella puntata di Raw del 6 aprile, viene mandata in onda un'intervista di Bobby Lashley in seguito alla sua sconfitta a WrestleMania 36, dicendo che ha l’impressione di avere bisogno di un nuovo manager o una nuova moglie, Lana arriva e chiede cosa sta succedendo, ma Bobby se ne va. Nella puntata di Raw del 13 aprile, Lana accompagna Bobby Lashley nel suo match contro No Way Jose, nel quale Lashley chiede alla moglie di stare zitta e non distrarlo. Nella puntata di Raw del 20 aprile, Lana e Bobby Lashley sono nel Performance Center, dove Bobby si allena dimostra la sua forza ribaltando delle ruote. Nella puntata di Raw del 27 aprile, Bobby Lashey chiede a Lana di non presentarsi a bordo ring durante il suo match, convincendola che l'avrebbe distratto per la sua bellezza, Lana si lascia convincere ed acconsente. Nella puntata di Raw del 4 maggio, Lana viene richiamata nel backstage da Bobby Lashley, dopo avergli detto che avrebbe potuto aiutarlo durante il suo match perso.
Nella puntata di Raw dell'11 maggio, Lana viene raggiunta nel backstage da MVP, il quale la incolpa per trattenere suo marito Bobby Lashley e che lui sarà in grado di farlo diventare un grande campione. Nella puntata di Raw del 18 maggio, Lana assiste infuriata dal backstage alla vittoria di Bobby Lashley accompagnato da MVP, ribaltando tutto dalla rabbia. Nella puntata di Raw del 25 maggio, Lana raggiunge MVP per poter parlare di qualcosa, ma lui non ne vuole sapere; in seguito, Lana porge del ghiaccio ad MVP dopo la batosta subita da Drew McIntyre, fingendosi preoccupata e dicendogli che McIntyre è un mostro, MVP le chiede se pensa che sia un gioco, inclusa la carriera di suo marito Bobby Lashey e che tutto quello che è successo riguarda solo Bobby, ciò che è importante adesso è prendersi una rivincita su McIntyre, andandosene insieme a Bobby, mentre Lana urla nuovamente dalla rabbia. Nella puntata di Raw del 1º giugno, Lana e MVP parlano di Bobby Lashley, ma lui ha un sacco di cose per la testa e ora non ha il tempo né la voglia di farsi trascinare in questo discorso, Lana dice a MVP che è solo una sanguisuga che cerca di rilanciare la propria carriera attraverso il suo Bobby e MVP risponde che, se fosse così, sarebbero in due ad approfittarsi di lui, Lana si infuria e lo schiaffeggia; in seguito, Charly Caruso chiede a Lana se è possibile che la scelta di Lashley di non averla più a bordo ring sia un’idea di MVP, Lana risponde dicendo che è abbastanza certa che il suo Bobby non penserebbe mai una cosa del genere, effettivamente le ha chiesto di stare lontana dal ring durante i suoi match, ma non durante quelli di MVP, e se ne va ridacchiando, presentandosi poi proprio durante il match di MVP contro il campione Drew McIntyre, il quale vince piuttosto facilmente, dopodiché Bobby ha la meglio sul campione stendendolo a centro ring. Il 14 giugno, a Backlash, Lana si presenta durante l'incontro fra Bobby Lashley, accompagnato da MVP, e Drew McIntyre valevole per il WWE Championship, distraendo però suo marito Bobby e costandogli l'incontro. Nella puntata di Raw del 15 giugno, Lana interrompe il segmento sul ring fra Bobby Lashley e MVP, dopo che quest'ultimo la accusa di essere stata la causa principale della sconfitta di Bobby, la ragazza dice che ne ha abbastanza e vuole essere chiara, sa che l'idea di tenerla lontano dal ring non è stata di Bobby, non gli farebbe mai nulla del male e farebbe di tutto per lui, ha messo la carriera di Bobby sopra ogni cosa e ha chiesto il divorzio per lui, tutto ha iniziato ad andare storto con l'arrivo di MVP, cominciando a litigare su chi ha più meriti e su chi sia il problema, Lashley raggiunge il limite della sopportazione e dice alla moglie di smetterla, lui ha perso il titolo per colpa sua e lei ha rovinato tutto, l'unica cosa che le interessava era mostrare la loro vita privata per diventare famosa, Lana è delusa delle espressioni del marito e fa presente che se avesse voluto sfruttare la loro vita intima per notorietà avrebbe scelto qualcuno di più decorato, tipo Drew McIntyre, Lashley chiede il divorzio e abbandona la scena, Lana rimane sola sul ring senza parole, mentre MVP è felice sullo stage per quanto accaduto; in seguito, Lana raggiunge nel backstage Natalya, che si sta lamentando di aver lasciato la categoria femminile ad un gruppo di irresponsabili, Lana dice alla canadese di sapere come si sente, sarebbe dovuta essere la moglie del campione WWE e invece ora è stata umiliata davanti al mondo intero, ha mostrato a Bobby il suo supporto e ha ottenuto solo una richiesta di divorzio.

#### Faida con Nia Jax (2020–2021)
Nella puntata di Raw del 22 giugno, Lana accompagna Natalya per il suo match contro Liv Morgan, nel quale distrae la Morgan, permettendo così a Natalya di sconfiggerla per sottomissione con la Sharpshooter, tenendo la presa anche dopo la resa e poi se ne vanno esultando, formando così una nuova collaborazione con la canadese e confermando il suo status di heel. Nella puntata di Raw del 29 giugno, Lana raggiunge Ruby Riott nel backstage mentre si sta riscaldando, dispiacendosi del comportamento delle IIconics (Billie Kay e Peyton Royce) nei suoi confronti e che sia senza un'amica, la Riott dice di non credere alle sue parole e la invita ad andarsene, Lana risponde che la divisione femminile ha bisogno di una nuova leader, una wrestler che nella sua carriera ha ottenuto più vittorie di qualsiasi altra nella storia, riferendosi a Natalya e se ne va. Nella puntata di Raw del 10 agosto, Lana ritorna insieme a Natalya interrompendo nel backstage la rientrante Mickie James durante una sua intervista, complimentandosi con lei dicendo che sarà anche una delle migliori wrestler, ma Natalya è la migliore di tutte, la canadese ricorda di essere la superstar femminile con il maggior numero di vittorie di sempre, Mickie si stupisce dai suoi nuovi modi di fare data l'eredità che si porta dietro e avverte entrambe che le farà sprofondare. Nella puntata di Raw del 17 agosto, Lana ha accompagnato Natalya nel suo match vinto contro Mickie James per Countout, quando ha distratto la James e permesso alla canadese di spingerla dal paletto, mentre nel post match Mickie le rifila un calcio in pieno volto e se ne va; durante il Raw Talk condotto da Kayla Braxton, Byron Saxton e Samoa Joe, Lana ingrazia di complimenti la sua compagna, parlando poi di quello che le ha fatto Mickie e di come l'abbia ferita fisicamente e moralmente, per questo motivo adesso sono con un cane di supporto, la James non riesce a stare al tempo con le novità e Natalya è l'unica che può guidare la categoria.
Il 2 giugno 2021 Lana viene licenziata insieme a diversi colleghi.

## Personaggio

### Mosse finali
- Hammerlock sitout spinebuster
- Sitout facebuster

### Wrestler assistiti
- Aiden English
- Bobby Lashley
- Dolph Ziggler
- Rusev

### Soprannomi
- "Mistress of Destruction"
- "Ravishing Russian"
- "Russian Princess"

### Musiche d'ingresso
- Roar of the Lion dei CFO$ (26 gennaio 2014–16 agosto 2015; usata come manager di Rusev)
- Here to Show the World di Jim Johnston (23 agosto 2015–7 settembre 2015; usata come manager di Dolph Ziggler)[74]
- Внимание! (Attention!) dei CFO$ (14 settembre 2015–30 maggio 2017)[75]
- Ravishing dei CFO$ (6 giugno 2017–23 settembre 2019, 22 giugno 2020–2 giugno 2021)
- Dominance dei CFO$ (30 settembre 2019–15 giugno 2020; usata come manager di Lashley)

## Titoli e riconoscimenti
- Rolling Stone
  - Worst Storyline (2015)[41] – vs. Summer Rae
- Wrestle Crap
  - Gooker Award (2015) – vs. Summer Rae
- Wrestling Observer Newsletter
  - Best Gimmick (2014)[76] – con Rusev

## Filmografia

### Cinema
- Big Mama - Tale padre, tale figlio (Like Father, Like Son), regia di John Whitesell (2011)[1]
- Voices (Pitch Perfect), regia di Jason Moore (2012)[1]
- American Hustle - L'apparenza inganna (American Hustle), regia di David O. Russell (2013)[1]
- Soul, regia di James King (2014)[1]
- Pitch Perfect 2, regia di Elizabeth Banks (2015)[1]
- Countdown - Conto alla rovescia (Countdown), regia di John Stockwell (2016)[1]
- Interrogation, regia di Stephen Reynolds (2017)[1]
- Other Versions of You, regia di Motke Dapp (2018)[1]
- Cosmic Sin, regia di Edward Drake (2021)[1]
- Wifelike, regia di James Bird (2022)

### Televisione
- The Millionaire Matchmaker – reality, un episodio (2008)[1]
- The Real Housewives of Atlanta – reality, un episodio (2009)[1]
- The Game – serie TV, un episodio (2011)[1]
- The Fresh Beat Band – serie TV, un episodio (2011)[1]
- I.C.I.R.U.S. – serie TV, sette episodi (2011-2012)[1]
- Banshee - La città del male (Banshee) – serie TV, un episodio (2013)[1]
- Total Divas – reality, trentasei episodi (2015-2019)[1]
- Total Bellas – reality, tre episodi (2016-2018)[1]